# Plunkett Conservation Park
Plunkett Conservation Park är en park i Australien. Den ligger i delstaten Queensland, omkring 41 kilometer söder om delstatshuvudstaden Brisbane. Plunkett Conservation Park ligger 72 meter över havet.
Närmaste större samhälle är Beenleigh, omkring 13 kilometer norr om Plunkett Conservation Park.
I omgivningarna runt Plunkett Conservation Park växer i huvudsak städsegrön lövskog. Runt Plunkett Conservation Park är det ganska glesbefolkat, med 32 invånare per kvadratkilometer. Genomsnittlig årsnederbörd är 1 424 millimeter. Den regnigaste månaden är januari, med i genomsnitt 275 mm nederbörd, och den torraste är oktober, med 21 mm nederbörd.